# .yt
‎.yt‏ دامنه اینترنتی مایوت (جزیره‌ای در اقیانوس هند و متعلق به فرانسه) است.